# Farébersviller
Farébersviller (Duits: Pfarrebersweiler) is een gemeente in het Franse departement Moselle (regio Grand Est). De plaats maakt deel uit van het arrondissement Forbach-Boulay-Moselle. Farébersviller telde op 1 januari 2022 5.226 inwoners.

## Geografie
De oppervlakte van Farébersviller bedroeg op 1 januari 2022 6,88 vierkante kilometer; de bevolkingsdichtheid was toen 759,6 inwoners per km².

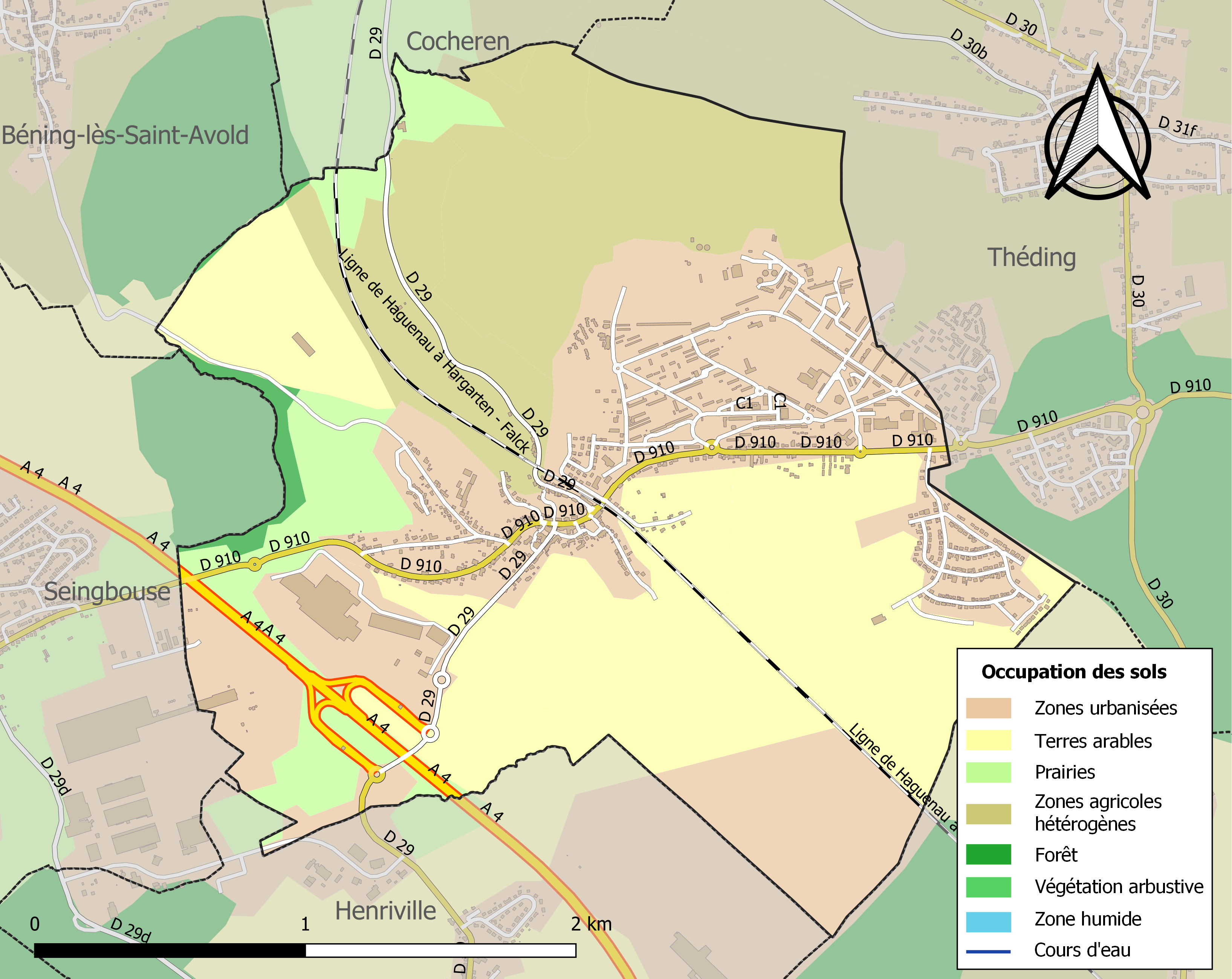
Kaart van de gemeente met de belangrijkste infrastructuur, bodemgebruik en omliggende gemeenten

## Demografie
Onderstaande figuur toont het verloop van het inwonertal (bron: INSEE-tellingen).